# Grzegorz Gilewski
Grzegorz Gilewski (født 24. februar 1973) er en polsk fodbolddommer.
Han har pr. juni 2012 aldrig dømt EM eller VM, men han har dømt fem kampe i Champions League og en del kampe i UEFA-cupen

## Kampe med danske hold
- Den 27. september 2001: UEFA Cuppen: Brøndby IF – Olimpija Ljubljana 0-0.
- Den 26. marts 2005: Kvalifikation VM 2006: Danmark – Kasakhstan 3-0.[2]

## Reference
1. ↑  Statistisk på Weltfussball.de
2. ↑  Polsk dommer mod Kasakhstan (Webside ikke længere tilgængelig) bold.dk, 3. marts 2005

- Palmarés Arkiveret 19. juni 2014 hos  Wayback Machine worldreferee.com, hentet 15. juni 2012 (engelsk)

| Biografi | Spire Denne biografi om en fodbolddommer er en spire som bør udbygges. Du er velkommen til at hjælpe Wikipedia ved at udvide den. |